# Bart Nevens
Bart Nevens (Leuven, 4 november 1966) is een Belgisch Vlaams-nationalistisch politicus voor de Volksunie en vervolgens de N-VA. 

## Levensloop
Nevens werkte als hersteller van centrale verwarming en sanitair bij een lokale kmo. Deze job nam hij waar tot aan zijn verkiezing als parlementslid in 2014.
Voor de Volksunie (VU&ID) en de N-VA kwam hij sinds 2000 op bij alle gemeenteraadsverkiezingen in zijn gemeente Kortenberg. Hij was er vanaf 2001 gemeenteraadslid en was er van januari 2007 tot december 2018 schepen. In de periode 2007-2012 was Nevens schepen voor jeugd, Vlaamse aangelegenheden, monumentenzorg, natuurbehoud en leefmilieu, landbouw, afvalbeleid en dierenwelzijn. Van 2013 tot 2018 was hij in het college van burgemeester en schepenen eerste schepen en bevoegd voor openbare werken, ruimtelijke ordening en technische diensten. Na de gemeenteraadsverkiezingen van oktober 2018 belandde Bart Nevens als gemeenteraadslid op de oppositiebanken. In februari 2025 zette hij een punt achter zijn lokale politieke loopbaan in Kortenberg, om zich beter te kunnen focussen op zijn functie als gedeputeerde van Vlaams-Brabant.
Bij de Vlaamse verkiezingen van 25 mei 2014 werd Bart Nevens verkozen als Vlaams Parlementslid. Hij was in de legislatuur 2014-2019 het enige parlementslid met een achtergrond als arbeider in het Vlaams Parlement. Als eerste ondervoorzitter van de commissie Leefmilieu ― een functie die hij uitoefende van 2014 tot 2018 ― werkte Bart Nevens onder meer rond thema's als milieu, duurzaamheid, afval(verwerking), zwerfvuil, waterbeleid en ruimtelijke ordening. Daarnaast was Nevens lid van de commissie voor Brussel en de Vlaamse Rand en plaatsvervangend lid in de commissie voor Cultuur, Jeugd, Sport & Media. Binnen deze laatstgenoemde commissie legde hij zich onder meer toe op de verschillende dossiers rond de luchthaven van Zaventem met betrekking tot de geluidsnormen en de vluchtroutes. Daarnaast werkte hij onder meer rond lawaaisporten zoals bijvoorbeeld motorcross. Hij bleef Vlaams Parlementslid tot begin december 2018.
Bij de lokale verkiezingen van oktober 2018 was Nevens lijsttrekker op zowel de N-VA-gemeente- als provincieraadslijst. Na deze verkiezingen werd hij provincieraadslid van Vlaams-Brabant en eveneens aangesteld tot gedeputeerde van Leefmilieu, Natuur, Duurzaamheid, Vlaams Karakter, Onderwijs, Wonen en Waterlopen. Na de verkiezingen van oktober 2024 werd zijn mandaat als gedeputeerde verlengd en werd hij bevoegd voor Dierenwelzijn, Erfgoed, Evenementen, Omgevingsvergunningen, Leefmilieu, Mobiliteit en Onderwijs.
Hij is vader van drie kinderen.